# Robert Schrieffer
John Robert Schrieffer, född 31 maj 1931 i Oak Park, Illinois, död 27 juli 2019 i Tallahassee, Florida, var en amerikansk fysiker och nobelpristagare.
Schreiffer mottog Nobelpriset i fysik 1972 tillsammans med John Bardeen och Leon Cooper
med motiveringen "för den av dem gemensamt utvecklade teorien för supraledningsfenomenet, vanligen kallad BCS-teorin".